# Carl Ernst von Stetten
Carl Ernst von Stetten (1857-1942) est un artiste peintre allemand d'origine bavaroise, qui passa une grande partie de sa vie en France et fut un temps le compagnon de Gustave Courtois.

## Biographie
Carl Ernst von Stetten est issu d'une famille de banquiers, les Stetten d'Augsbourg. Il commence ses études le 16 octobre 1876 dans la classe d'antiquités de l'Académie royale des arts de Munich.
Il vient ensuite à Paris avant 1880 pour étudier la peinture dans la classe de Jean-Léon Gérôme. Il fréquente l'Académie Julian dans les cours de Gustave Boulanger, et Jules Lefebvre et se lie d'amitié avec Gustave Courtois et Pascal Dagnan-Bouveret, des protégés de Gérôme.
Il vit avec Courtois durant plusieurs années à Neuilly-sur-Seine, boulevard Bineau, lui servant de modèle (Narcisse, Martyre de saint Maurice, Saint Sébastien), et travaillant comme son assistant photographe, et peignant ses propres œuvres, puis dirigeant son propre atelier jusqu'en 1913. Courtois et von Stetten se réfugient à Minusio dans le canton du Tessin en Suisse dès l'entrée en guerre en août 1914. Après la guerre, il s'installe à Locarno puis retourne vivre à Munich.
Il expose au Salon des artistes français à partir de 1884 et jusqu'en 1889 ; il remporte une première médaille dès 1884 pour une toile, La Mort de Cléobis et Biton, prix qui déclenche une polémique dans une partie de la presse. Puis, de 1890 à 1913, il expose au salon de la Société nationale des beaux-arts dont il est membre. Il présente également des œuvres à l'exposition internationale de Chicago en 1893. Durant l'été 1893, il expose à la Sécession de Munich.
En 1902, il est mentionné comme membre de la Société astronomique de France.

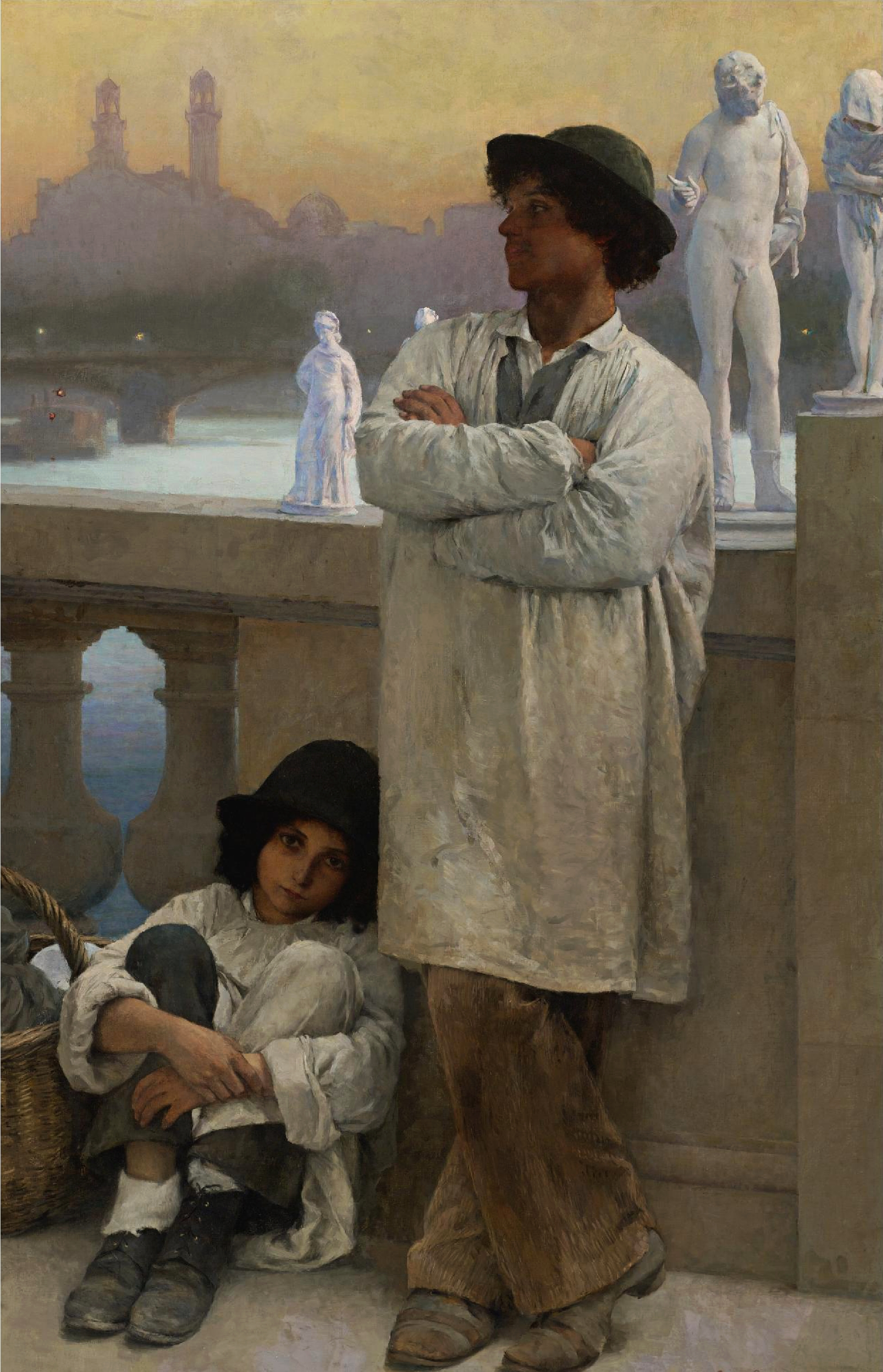
Jeunes sculpteurs italiens sur un pont à Paris, huile sur toile, Salon de 1888.

Son œuvre comprend des portraits, des scènes de genre, des natures mortes et quelques peintures d'histoire et des paysages (huiles sur toile, aquarelles et pastels).

## Conservation
- Munich, Neue Pinakothek[11]